# 13710 Шрідгар
13710 Шрідгар (13710 Shridhar) — астероїд головного поясу, відкритий 17 серпня 1998 року.
Тіссеранів параметр щодо Юпітера — 3,595.